# Baruch Samuel Blumberg
Baruch Samuel Blumberg (New York, 28 juli 1925 – Mountain View (Californië), 5 april 2011) was een Joods-Amerikaanse medicus en Nobelprijswinnaar. In 1976 kreeg hij de Nobelprijs voor Fysiologie of Geneeskunde toegekend voor de ontdekking van het hepatitis B-virus. Hij deelde de prijs met Daniel Carleton Gajdusek die de prijs voor een ander onderzoek kreeg.

## Biografie
Blumberg werd geboren in New York als zoon van Joodse ouders. In 1945 studeerde hij af aan Union College in New York. Vervolgens trad hij in dienst van het Columbia Presbyterian Medical Center. Ten slotte studeerde hij biochemie aan het Balliol College te Oxford en haalde in 1957 de titel Doctor of Philosophy. In 1964 werd hij lid van het Fox Chase Cancer Center in Philadelphia. In 1977 werd hij hoogleraar in de medicijnen en antropologie aan de Universiteit van Pennsylvania.
Na zijn ontdekking van het hepatitis B-virus ontwikkelde Blumberg een goede diagnosetest en een vaccin tegen het virus.
Van 1989 tot 1994 was hij rector magnificus van het Balliol College. Van 1999 tot 2002 was hij directeur van het astrobiologisch instituut van de NASA. Op 5 april 2011 overleed hij in het NASA Ames Research Center in Moffett Field, Californië.

## Werk
Blumberg ontdekte in 1963 het virus dat hepatitis B veroorzaakt toen hij en zijn collega's begin jaren 1960, bij onderzoek naar geelzucht, bloed van Aborigines testten op ziekten en ze in de afgenomen bloedmonsters een zeldzaam eiwit vonden. Dit 'Australisch antigen', zoals het door hem werd genoemd, bleek deel uit te maken van een onbekend virusantigen dat de zeer schadelijke B-vorm van hepatitis veroorzaakt. Niet alleen kwam dit oppervlakte-antigeen veel meer voor bij Aziaten, Afrikanen en sommige Europese volken dan bij Amerikanen, ook ontdekten ze het in leukemiepatiënten die regelmatig bloedtransfusies kregen toegediend. Op basis hiervan kon Blumberg en zijn team een diagnosetest (de Blumbergtest) voor het virus ontwikkelen om gedoneerd bloed te screenen voordat het voor bloedtransfusies werd ingezet. Later legde hij ook het verband vast tussen het hepatitis-B-virus en het ontstaan van leverkanker.
Aan het eind van zijn carrière was Blumberg onder meer actief bij de Amerikaanse ruimtevaartorganisatie NASA op het gebied van de astrobiologie. Zo was hij onder andere betrokken bij het SETI-project, de zoektocht naar buitenaardse intelligentie. En kort voor zijn overlijden in 2011 was hij betrokken bij een NASA-project om micro-organismen op te sporen in de ruimte.

## Publicaties
- Hepatitis B: The Hunt for a Killer Virus (Princeton University Press, 2002, ISBN 978-0691116235)